# Hobart Bay
Hobart Bay est une localité d'Alaska (CDP) aux États-Unis dans le borough de Petersburg dont la population est de 1 habitant en 2011.

## Situation - climat
Elle est située sur la rive est du passage Stephens dans l'archipel Alexandre, à 113 km au sud de Juneau.
Les températures vont de −4 °C à 4 °C en janvier et de 7 °C à 16 °C en juillet.

## Histoire - activités
Son nom lui a été donné en 1889 par le lieutenant Mansfield de l'US Navy. C'était alors un simple camp. Depuis 1990, l'activité et la population ont décliné. L'école a fermé en 1999. Et le camp a cessé toute activité.
La localité a autrefois fait partie de la région de recensement de Skagway-Hoonah-Angoon.

## Démographie
| 1990 | 2000 | 2010 | - |
| ---- | ---- | ---- | - |
| 187  | 3    | 1    | - |

## Sources et références
- (en) CIS

- (en) Cet article est partiellement ou en totalité issu de l’article de Wikipédia en anglais intitulé « Hobart Bay, Alaska » (voir la liste des auteurs).

1. ↑  « Statistiques des États-Unis (Alaska) - Profils des communautés de 2010 » (consulté en octobre 2020)